# Đảo Nami
Nami (Hangul: 남이섬, Romaja quốc ngữ: Namiseom, phiên âm Hán-Việt: "Nam Di đảo") là đảo sông có hình bán nguyệt nằm ở Chuncheon, Hàn Quốc. Đảo hình thành khi nước sông Bắc Hán dâng lên làm ngập một vùng đất, nguyên do là việc xây dựng Đập Cheongpyeong (Hangul: 청평댐) vào năm 1944. Một công ty du lịch đã phát triển đảo Nami thành công viên giải trí. Đảo có phong cảnh thơ mộng, thu hút trên hai triệu lượt du khách mỗi năm.
Đảo này từng là nơi quay phim Bản tình ca mùa đông nổi tiếng.

## Tên gọi
Tên đảo được đặt theo Tướng Nami (남이장군) - người có công dẹp loạn vào thế kỷ 13 nhưng đã chết oan vào năm 28 tuổi do bị vu cho tội mưu phản vua Thế Tổ (vị vua thứ bảy của nhà Triều Tiên). Mặc dù chưa có ai tìm ra mộ của ông nhưng có người tìm thấy một đống đá được cho là có chôn xác ông. Người ta tin rằng ai lấy dù chỉ một viên đá khỏi nơi đó thì sẽ mang về nỗi bất hạnh cho gia đình.

## Lịch sử
Năm 1965, Min Byungdo mua lại đảo và bắt đầu tái phủ xanh nó. Năm 1966, ông lập ra Công ty Phát triển Du lịch Gyeongchun và biến đảo thành thị trấn nghỉ dưỡng. Năm 2000, ông đổi tên công ty thành Namisum.
Năm 2001, công ty Namisum bắt đầu đầu tư mạnh tay cho môi trường, nghệ thuật và các sự kiện văn hóa. Các tổ chức phi lợi nhuận như YMCA và YWCA cũng tham gia các chiến dịch bảo vệ môi trường như tái chế rác, giám sát môi trường và phát triển thân thiện với môi trường. Namisum cũng hỗ trợ nhiều sự kiện từ vẽ tranh đến nghệ thuật ứng dụng dưới hình thức hợp tác với nhà văn và các tổ chức quốc tế như UNICEF và UNESCO.
Ngày 1 tháng 3 năm 2006, Namisum tự tuyên bố "độc lập" với tên gọi "Cộng hòa Naminara" (một dạng vi quốc gia).

## Địa lý
Dù chỉ cách quận Gapyeong, tỉnh Gyeonggi 3,8 km nhưng đảo Nami lại thuộc về thành phố Chuncheon, tỉnh Gangwon (Nam). Đảo Nami cách thủ đô Seoul 63 km về phía đông bắc, từ Seoul có thể dễ dàng đi đến đảo bằng xe buýt, tàu hỏa hoặc tàu điện ngầm chỉ mất thời gian khoảng hơn 1 giờ đồng hồ. Diện tích đảo là 430.000 m², có đường kính khoảng 4 km. Ở giữa đảo là thảm cỏ xanh rộng 260.000 m² được bao quanh bởi các cây dẻ và bạch dương. Ngoài ra trong khuôn viên đảo còn có vườn bách thú, vườn bách thảo và những khu vui chơi giải trí hấp dẫn. Ở đây du khách có thể bắt gặp một số loài động vật như vịt, thỏ, sóc, đà điểu và nhiều loài chim khác nhau.

## Du lịch
Từ năm 2002, đảo Nami trở thành một trong những điểm tham quan hút khách du lịch châu Á nhờ sự thành công của phim Bản tình ca mùa đông. Trên đảo có nhiều trò vui chơi giải trí và có trưng bày những tác phẩm nghệ thuật làm từ vật liệu tái chế.

## Hình ảnh

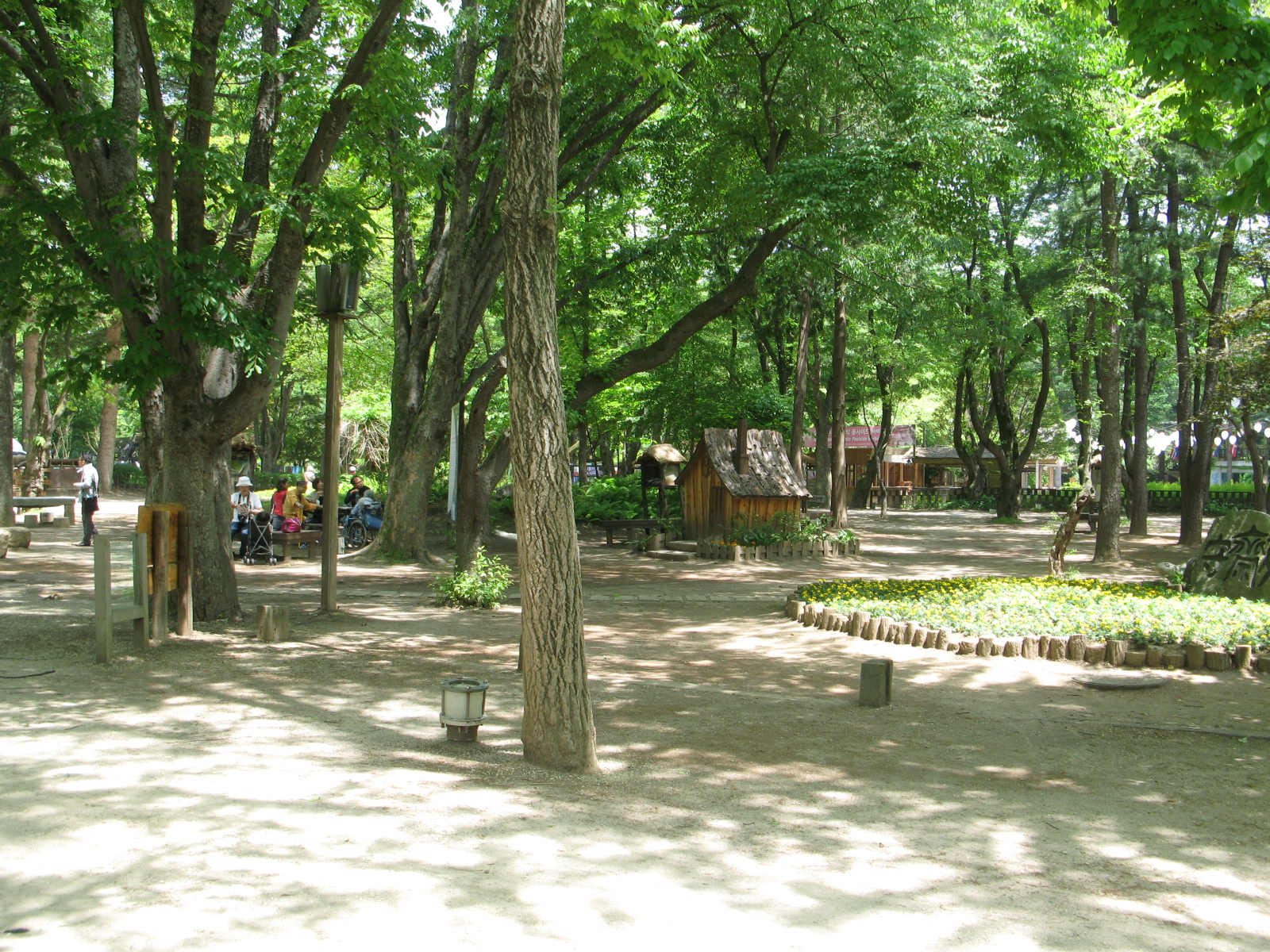
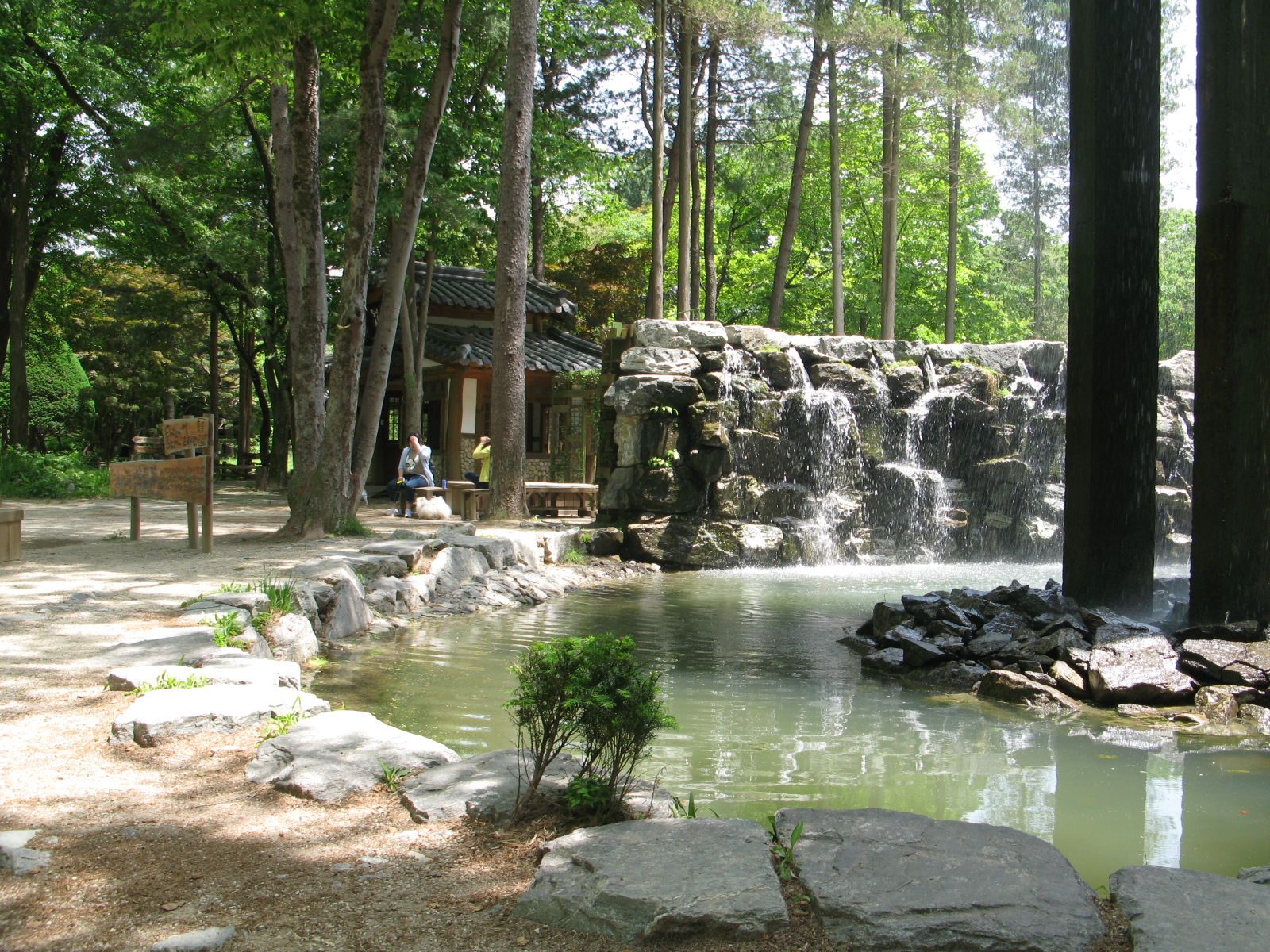
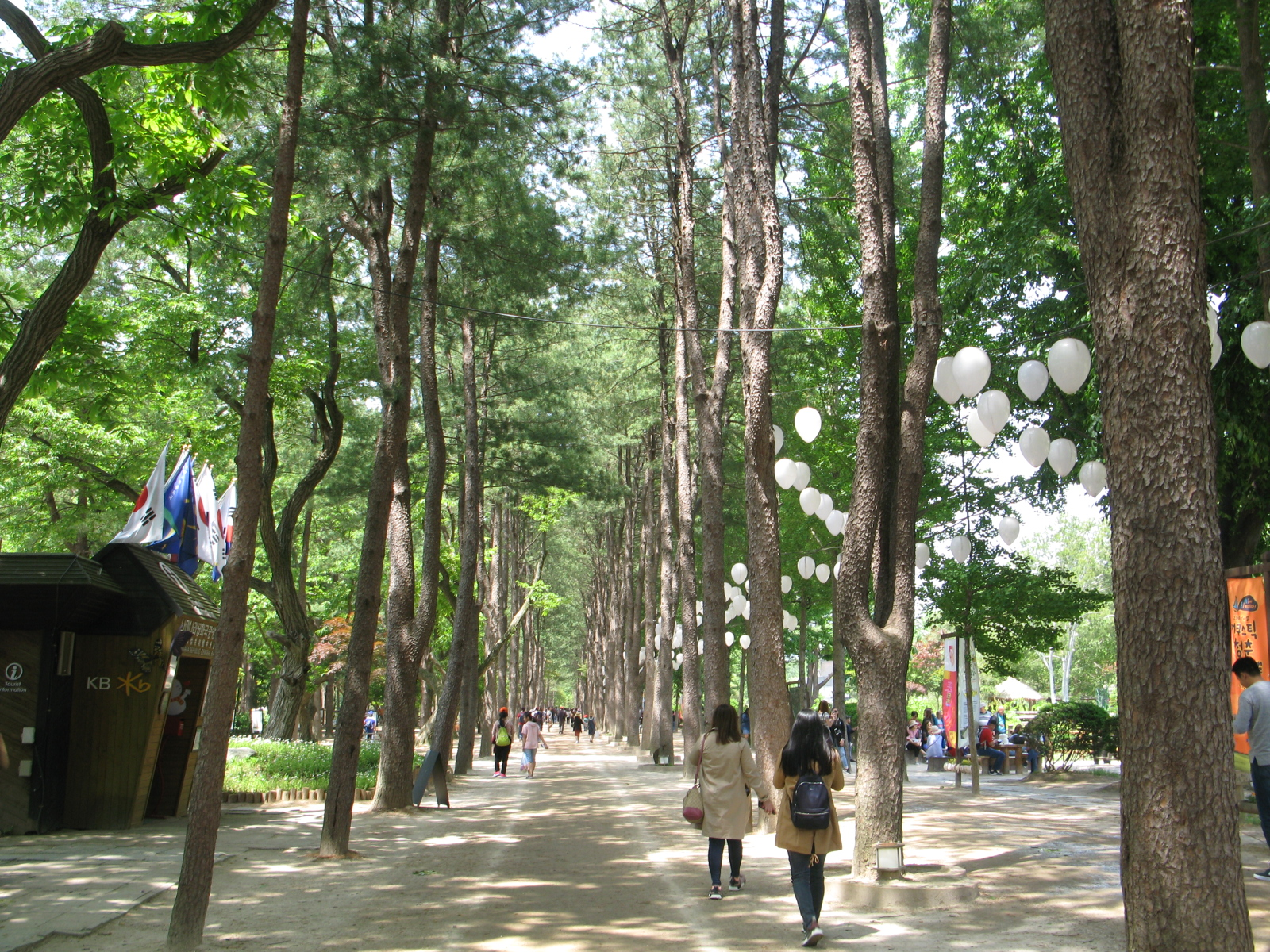
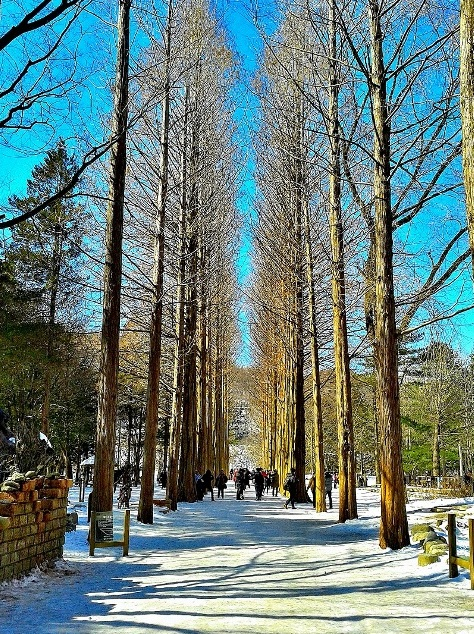
Hình ảnh về phim Bản tình ca mùa đôngHình ảnh về phim Bản tình ca mùa đông
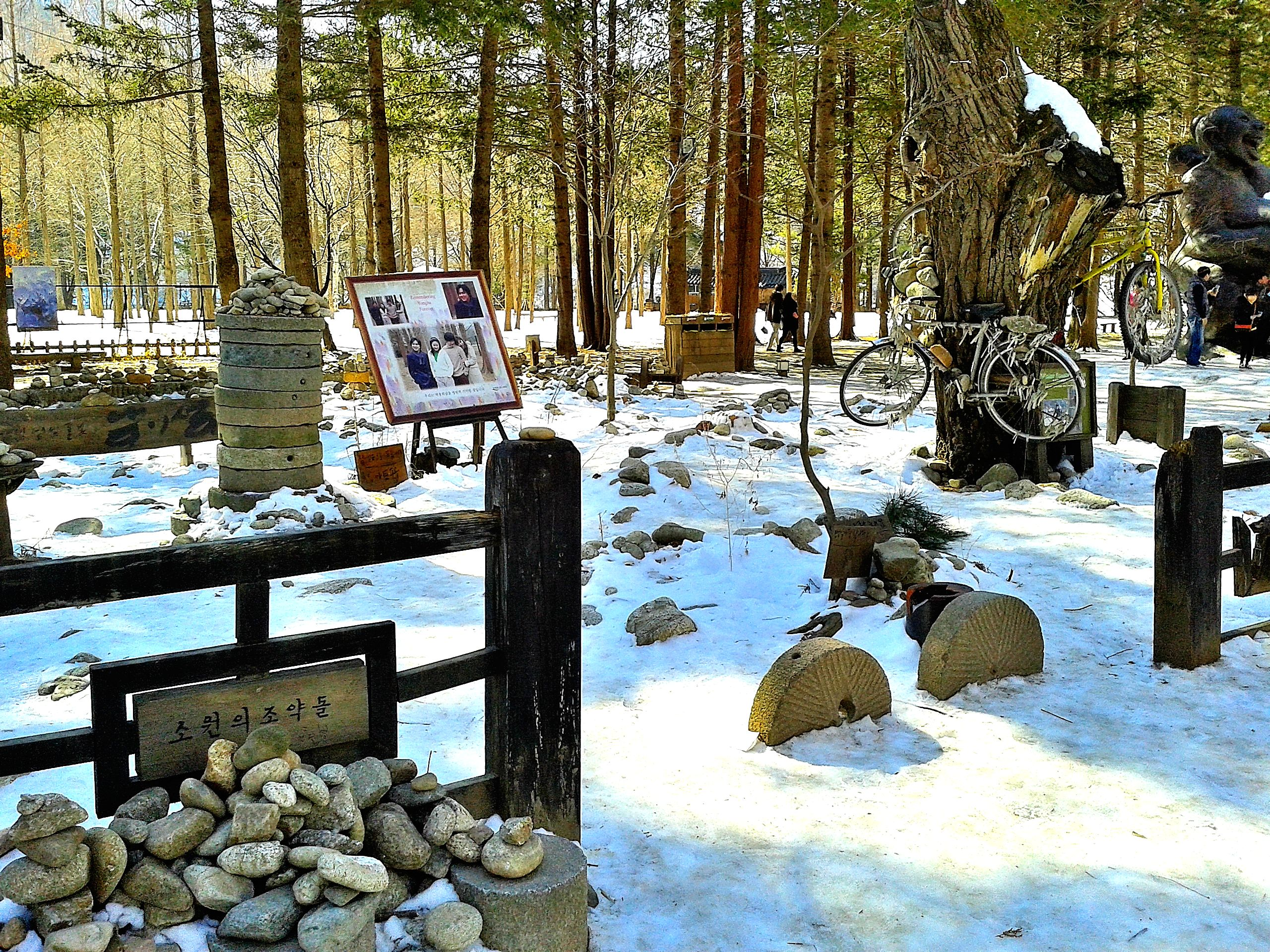

- Tập tin:Love Story at Nami Island.jpg